# Łotwa na Zimowych Igrzyskach Paraolimpijskich 1994
Łotwę na Zimowych Igrzyskach Paraolimpijskich 1994 w Lillehammer reprezentował jeden zawodnik, startujący w biegach narciarskich. Był to debiut reprezentacji Łotwy na zimowych igrzyskach paraolimpijskich. 

## Wyniki

### Biegi narciarskie
Mężczyźni
| Zawodnik         | Konkurencja                 | Finał                                    | Finał   | Źródło |
| Zawodnik         | Konkurencja                 | Rezultat                                 | Miejsce | Źródło |
| ---------------- | --------------------------- | ---------------------------------------- | ------- | ------ |
| Aldis Šūpulnieks | 5 km stylem klasycznym LW4  | DSQ                                      | DSQ     | [ 2 ]  |
| Aldis Šūpulnieks | 20 km stylem klasycznym LW4 | 1:34:31,1 (czas rzeczywisty – 1:37:26,5) | 13      | [ 3 ]  |